# Северная Лопва

Северная Лопва — река в России, протекает в Кудымкарском и Юрлинском районах Пермского края. Устье реки находится в 77 км по левому берегу реки Лопва. Длина реки составляет 10 км.
Река берёт начало в лесах южнее деревни Мыс. Исток и первый километр течения находятся в Кудымкарском районе, прочее течение в Юрилнском. Течёт на северо-восток и восток, всё течение проходит по ненаселённому лесу.

## Данные водного реестра
По данным государственного водного реестра России относится к Камскому бассейновому округу, водохозяйственный участок реки — Кама от истока до водомерного поста у села Бондюг, речной подбассейн реки — бассейны притоков Камы до впадения Белой. Речной бассейн реки — Кама.
По данным геоинформационной системы водохозяйственного районирования территории РФ, подготовленной Федеральным агентством водных ресурсов:
- Код водного объекта в государственном водном реестре — 10010100112111100002522
- Код по гидрологической изученности (ГИ) — 111100252
- Код бассейна — 10.01.01.001
- Номер тома по ГИ — 11
- Выпуск по ГИ — 1